# Ctenochira deplanata
Ctenochira deplanata är en stekelart som beskrevs av Henry Keith Townes, Jr. 1949. Ctenochira deplanata ingår i släktet Ctenochira och familjen brokparasitsteklar. Inga underarter finns listade i Catalogue of Life.